# دانشگاه کمپبل
دانشگاه کمپبل یک دانشگاه باپتیست خصوصی در بویس کریک، کارولینای شمالی است. در سال ۱۸۸۷ توسط جی کمپبل تاسیس شد. این دانشگاه به کنوانسیون ایالت باپتیست کارولینای شمالی وابسته است.

## تاریخچه
در ۵ ژانویه ۱۸۸۷، جیمز آرچیبالد کمپبل، یک خدمتکار باپتیست ۲۶ ساله، در کلیسای کوچکی در بیویز کریک، کارولینای شمالی، کلاس‌های مدرسه ای با ۱۶ دانش آموز تأسیس کرد. تعداد دانش آموزان تا پایان ترم به ۹۲ نفر افزایش پیدا کرد. در سال ۱۹۲۳ تعداد ۶۲۰ دانش آموز در مدرسه ثبت نام کردند و اولین خوابگاه پسرانه در همان سال تکمیل شد. بعدها به خوابگاه لیتون معروف شد.
کالج کمپل در سال ۱۹۶۱ به مقام ارشد کالج دست یافت.